# Cambridgekuren
Cambridgekuren numer Cambridge Viktprogram är en metod för viktminskning. Den utvecklades 1970 av Alan Howard vid Cambridge University i England och är originalet inom VLCD[källa behövs].
Konceptet bygger på att man ersätter en eller flera måltider om dagen med "Cambridgemåltider" så kallade VLCD måltider (Very low calorie diet) som skall innehålla tillräckligt lite kolhydrater/energi för att ketos skall inträffa, men samtidigt tillräckligt mycket protein för att inte muskelvävnad skall brytas ned och tillräckligt mycket vitaminer, fettsyror etcetera för att en person som bara konsumerar Cambridge-måltider (ren kur, endast Cambridge måltider) inte skall drabbas av bristsjukdomar. Poängen är att personen som deltar i viktprogrammet ska få i sig 100 % av rdi (Rekommenderat Dagligt Intag) (svensk standard) men ändå hamna i ketos.[källa behövs]